# Brevin Knight
Brevin Adon Knight (Livingston, 8 novembre 1975) è un ex cestista statunitense, professionista nella NBA. È il fratello di Brandin Knight.

## Al college
Ha giocato a livello universitario per la Stanford University dove è risultato essere il leader assoluto per assist realizzati (780), palle recuperate (298), e terzo per punti realizzati (1714) nella storia di quell'università.

## Carriera NBA
Knight viene scelto come sedicesimo assoluto al draft NBA 1997 dai Cleveland Cavaliers. Nel suo primo anno da rookie è leader assoluto per l'NBA per palle recuperate (2,5 di media) e chiude con 9 punti e 8,2 assist di media. A fine stagione viene nominato nel primo quintetto dei rookie della stagione. Rimane fino al 2001 a Cleveland, dove è il playmaker titolare, ma le sue prestazioni perdono via via di efficacia tanto che viene scambiato agli Atlanta Hawks. Da allora gira molte squadre tra cui i Memphis Grizzlies, Phoenix Suns, Washington Wizards, Milwaukee Bucks.
Nel 2004 viene creata la nuova franchigia NBA degli Charlotte Bobcats che, per regolamento, può scegliere giocatori nel cosiddetto Draft di espansione: Knight viene scelto come playmaker titolare della franchigia neonata della Carolina del Nord. Knight gioca una buona stagione 2004-05 con i Bobcats chiudendo con 10,1 punti, 2,0 palle recuperate e, soprattutto, 9,0 assist di media, statistica nella quale risulta essere il secondo assoluto dell'NBA dietro al solo Steve Nash.
Dopo tre stagioni, viene tagliato dai Bobcats il 29 giugno 2007.
Il 13 agosto 2007 firma un contratto di due anni per i Los Angeles Clippers. Nella sua prima stagione in California, Knight ha chiuso con 4,6 punti, 4,4 assist, 1,4 palle recuperate, per un utilizzo di 22,6 minuti di media ad incontro.

## Statistiche

### College
| Anno      | Squadra           | PG  | PT | MP   | TC%  | 3P%  | TL%  | RP  | AP  | PRP | SP  | PP   |
| --------- | ----------------- | --- | -- | ---- | ---- | ---- | ---- | --- | --- | --- | --- | ---- |
| 1993-1994 | Stanford Cardinal | 28  | 28 | 32,7 | 35,4 | 20,0 | 75,6 | 3,9 | 5,4 | 2,8 | 0,1 | 11,1 |
| 1994-1995 | Stanford Cardinal | 28  | 28 | 32,6 | 45,5 | 37,3 | 75,0 | 3,9 | 6,6 | 2,8 | 0,0 | 16,6 |
| 1995-1996 | Stanford Cardinal | 29  | -  | 31,6 | 43,3 | 29,5 | 84,8 | 3,8 | 7,3 | 2,1 | 0,1 | 15,5 |
| 1996-1997 | Stanford Cardinal | 30  | 29 | 32,0 | 40,8 | 40,9 | 83,4 | 3,7 | 7,8 | 2,8 | 0,1 | 16,3 |
| Carriera  | Carriera          | 115 | 85 | 32,2 | 41,6 | 33,6 | 79,8 | 3,8 | 6,8 | 2,6 | 0,1 | 14,9 |

### NBA

#### Regular Season
| Anno      | Squadra             | PG  | PT  | MP   | TC%  | 3P%  | TL%  | RP  | AP  | PRP | SP  | PP   |
| --------- | ------------------- | --- | --- | ---- | ---- | ---- | ---- | --- | --- | --- | --- | ---- |
| 1997-1998 | Cleveland Cavaliers | 80  | 76  | 31,0 | 44,1 | 0,0  | 80,1 | 3,2 | 8,2 | 2,5 | 0,2 | 9,0  |
| 1998-1999 | Cleveland Cavaliers | 39  | 38  | 30,4 | 42,5 | 0,0  | 74,5 | 3,4 | 7,7 | 1,8 | 0,2 | 9,6  |
| 1999-2000 | Cleveland Cavaliers | 65  | 46  | 27,0 | 41,2 | 20,0 | 76,1 | 3,0 | 7,0 | 1,6 | 0,3 | 9,3  |
| 2000-2001 | Cleveland Cavaliers | 6   | 0   | 15,5 | 13,3 | -    | 83,3 | 1,2 | 4,2 | 1,0 | 0,2 | 1,5  |
| 2000-2001 | Atlanta Hawks       | 47  | 43  | 29,0 | 38,5 | 10,0 | 81,7 | 3,4 | 6,1 | 2,0 | 0,1 | 6,9  |
| 2001-2002 | Memphis Grizzlies   | 53  | 11  | 21,7 | 42,2 | 25,0 | 75,7 | 2,1 | 5,7 | 1,5 | 0,1 | 7,0  |
| 2002-2003 | Memphis Grizzlies   | 55  | 4   | 16,9 | 42,5 | 25,0 | 54,1 | 1,5 | 4,2 | 1,3 | 0,0 | 3,9  |
| 2003-2004 | Phoenix Suns        | 3   | 0   | 6,3  | 33,3 | -    | -    | 1,0 | 1,3 | 1,0 | 0,3 | 0,7  |
| 2003-2004 | Wash. Wizards       | 32  | 12  | 18,7 | 42,0 | 20,0 | 70,4 | 1,9 | 3,2 | 1,6 | 0,0 | 4,3  |
| 2003-2004 | Milwaukee Bucks     | 21  | 1   | 20,0 | 43,8 | 33,3 | 78,9 | 2,3 | 4,7 | 1,4 | 0,0 | 5,9  |
| 2004-2005 | Charlotte Bobcats   | 66  | 61  | 29,5 | 42,2 | 15,0 | 85,2 | 2,6 | 9,0 | 2,0 | 0,1 | 10,1 |
| 2005-2006 | Charlotte Bobcats   | 69  | 67  | 34,1 | 39,9 | 23,1 | 80,3 | 3,2 | 8,8 | 2,3 | 0,1 | 12,6 |
| 2006-2007 | Charlotte Bobcats   | 45  | 25  | 28,3 | 41,9 | 5,6  | 80,5 | 2,6 | 6,6 | 1,5 | 0,1 | 9,1  |
| 2007-2008 | L.A. Clippers       | 74  | 39  | 22,6 | 40,4 | 0,0  | 87,3 | 1,9 | 4,4 | 1,4 | 0,1 | 4,6  |
| 2008-2009 | Utah Jazz           | 74  | 0   | 12,7 | 34,9 | 0,0  | 75,0 | 1,2 | 2,6 | 0,9 | 0,1 | 2,4  |
| Carriera  | Carriera            | 729 | 423 | 24,9 | 41,2 | 13,4 | 78,9 | 2,4 | 6,1 | 1,7 | 0,1 | 7,3  |

#### Playoffs
| Anno     | Squadra             | PG | PT | MP   | TC%  | 3P% | TL%  | RP  | AP  | PRP | SP  | PP  |
| -------- | ------------------- | -- | -- | ---- | ---- | --- | ---- | --- | --- | --- | --- | --- |
| 1998     | Cleveland Cavaliers | 4  | 4  | 33,0 | 28,6 | -   | 60,0 | 4,0 | 5,8 | 2,5 | 0,3 | 4,5 |
| 2004     | Milwaukee Bucks     | 5  | 0  | 20,2 | 26,1 | -   | 81,8 | 2,2 | 3,4 | 2,8 | 0,2 | 4,2 |
| 2009     | Utah Jazz           | 5  | 0  | 3,4  | 0,0  | -   | -    | 0,2 | 0,6 | 0,2 | 0,0 | 0,0 |
| Carriera | Carriera            | 14 | 4  | 17,9 | 25,5 | -   | 71,4 | 2,0 | 3,1 | 1,8 | 0,1 | 2,8 |

## Palmarès
- NCAA AP All-America Second Team (1997)
- NBA All-Rookie First Team (1998)